# Републикански път II-58
Републикански път II-58 е второкласен път, част от Републиканската пътна мрежа на България, преминаващ по територията на области Кърджали и Пловдив. Дължината му е 60,8 km.
Пътят се отклонява надясно при 326,5 km на Републикански път I-5 северно от село Черноочене и се насочва на северозапад по билото на рида Чуката на Източните Родопи. В този си участък той преминава последователно през селата Габрово и Комунига, след което достига до седловината Китката (735 м), отделяща Переликско-Преспанския дял на Западните Родопи от ридовете Драгойна и Мечковец на Източните Родопи и навлиза в Пловдивска област. След това пътят се спуска по северния склон на Синивръшкия рид на Переликско-Преспанския дял и при село Новаково навлиза в южната хълмиста част на Горнотракийската низина. Последователно преминава през селата Тополово, Долнослав и Червен и в центъра на град Асеновград се свързва с Републикански път II-86 при неговия 27,3 km.
В село Тополово, при 43,9 km, надясно се отделя Републикански път III-5802 (20,0 km) през село Леново до село Поройна при 19,5 km на Републикански път III-667.
| Пътища, отклоняващи се надясно (населено място, № на пътя, посока на пътя)   | км   | Пътища, отклоняващи се наляво (посока на пътя, № на пътя, населено място) |
| ---------------------------------------------------------------------------- | ---- | ------------------------------------------------------------------------- |
| Община Черноочене, Област Кърджали, I-5, 326,5 km →                          | 0,0  | → 326,5 km, I-5, Област Кърджали, Община Черноочене                       |
|                                                                              | 5,1  | → общински път (за с. Даскалово)                                          |
| с. Габрово                                                                   | 7,5  | с. Габрово                                                                |
|                                                                              | 8,3  | → общински път (за с. Черна нива)                                         |
| с. Комунига                                                                  | 10,6 | → с. Комунига, общински път (за с. Безводно)                              |
| (за с. Йончово) общински път ←                                               | 20,6 |                                                                           |
|                                                                              | 22,6 | → общински път (за с. Паничково)                                          |
| Община Асеновград, Област Пловдив, (за селата Ночево и Душка) общински път ← | 25,5 | → общински път (за с. Жълт камък), Област Пловдив, Община Асеновград      |
| (за с. Искра) общински път, с. Новаково ←                                    | 37,2 | с. Новаково                                                               |
| (до с. Поройна) III-5802, 0,0 km, с. Тополово ←                              | 43,9 | с. Тополово                                                               |
| с. Долнослав                                                                 | 48,2 | с. Долнослав                                                              |
| с. Червен                                                                    | 50,6 | → с. Червен, общински път (за с. Горнослав)                               |
| (за с. Мулдава) общински път ←                                               | 55,5 |                                                                           |
| (от 221,9 km на I-8) II-86, 27,3 km, гр. Асеновград →                        | 60,8 | → гр. Асеновград, 27,3 km, II-86 (до ГКПП Елидже)                         |